# WASP-3b
WASP-3b는 거문고자리에 있는, 지구에서 727광년 떨어진 별 WASP-3의 주위를 돌고 있는 외계 행성이다. 질량과 반지름으로 미루어 보아 WASP-3b는 목성과 조성이 비슷한 가스 행성으로 보인다. WASP-3b는 어머니 항성에 가까이 붙어 있기 때문에 뜨거운 목성으로 분류될 수 있으며, 표면 온도는 약 1983켈빈에 이른다.

## 같이 보기
- SuperWASP
- 뜨거운 목성

## 참고 문헌
- 영국의 행성 사냥꾼들이 세 개의 새로운 천체를 발견했음을 공표하다 (PDF파일로, 보려면 아크로뱃 리더가 필요함)
- WASP-3